# Wołodymyr Proszkin
Wołodymyr Panasowycz Proszkin, ukr. Володимир Панасович Прошкін, ros. Владимир Афанасьевич Прошкин, Władimir Afanasjewicz Proszkin (ur. 20 listopada 1941 w Gorkim, Rosyjska FSRR, zm. 9 marca 2024) – ukraiński piłkarz pochodzenia rosyjskiego, grający na pozycji pomocnika, trener piłkarski.

## Kariera piłkarska
Rozpoczął karierę piłkarską w klubie Czajka Gorki, skąd w następnym roku przeniósł się do zespołu Wołna Dzierżyńsk. W 1964 przeszedł do Torpedo Pawłowo, a w 1965 został zaproszony do Awanhardu Tarnopol. W następnym roku powrócił do rodzimego miasta, gdzie dołączył do Wołgi Gorki. Rozegrał jedynie 5 meczów, dlatego po pół roku ponownie został piłkarzem Awanhardu Tarnopol, w którym zakończył karierę piłkarza w roku 1970. Również w latach 1965-1970 występował w amatorskim zespole Kołos Buczacz.

## Kariera trenerska
Po zakończeniu kariery piłkarza rozpoczął pracę szkoleniowca. W 1970 ukończył Leningradzki Instytut Kultury Fizycznej i od 1971 pracował jako wykładowca w.f. w Tarnopolskim Finansowo-Ekonomicznym Instytucie. W 1981 trenował Nywę Podhajce. Potem pracował na stanowisku Prezesa Tarnopolskiego OZPN.

## Sukcesy i odznaczenia

### Sukcesy piłkarskie
Awanhard Tarnopol
- mistrz Ukraińskiej SRR: 1968

Kołos Buczacz
- zdobywca Pucharu ZSRR "Złoty Kołos": 1970

### Odznaczenia
- tytuł Mistrza Sportu ZSRR: 1968